# Лусварги, Рафаэль
Рафаэль Маркес Лусварги (порт. Rafael Marques Lusvarghi; род. 14 ноября 1984 года, Жундиаи, Бразилия) ― бразильский политический активист венгерского происхождения. Приобрёл большую мировую известность во время вооружённого конфликта на Донбассе, где принимал участие в боевых действиях на стороне самопровозглашенной Луганской Народной Республики.
Проходил службу в рядах Французского Иностранного легиона, Военной полиции Бразилии и Революционных вооружённых сил Колумбии. Впервые стал широко известен в Бразилии благодаря тому, что был арестован в ходе акций протеста во время Чемпионата мира по футболу 2014 года. После выхода на свободу перебрался в Луганскую Народную Республику, где вступил в бригаду «Призрак» и получил звание старшего лейтенанта. В 2016 году, на пути домой в Бразилию, он был арестован во время пребывания на территории Украины и приговорён к тринадцати годам лишения свободы по обвинению в терроризме и организации незаконного вооружённого формирования. Будучи освобождён под подписку о невыезде по решению апелляционного суда, Лусварги был схвачен бойцами Азовского батальона и группировки «С14» и передан официальным властям, что ускорило судебное разбирательство. Позднее был передан ЛДНР во время обмена военнопленными.

## Биография
После окончания агрономического профессионального училища Рафаэль Лусварги отправился во Францию и в ноябре 2002 года поступил на службу в Иностранный легион, где прослужил в течение трёх лет: сначала в 4-м иностранном полку, затем во 2-м иностранном парашютном полку. Предполагается, что он участвовал в военных миссиях в Африке, получил ранение и вернулся в Бразилию в 2006 году, после чего поступил на службу в военную полицию штата Сан-Паулу. В 2007 году перевёлся в штат Пара и ушёл со службы в 2009 году, после чего годом позднее уехал в Россию, где приступил к изучению медицины в Курском государственном университете. В университете получил прозвище «Рюрик» и стал известным в своей стране после того, как оказался свидетелем случайной смерти другого бразильца ― студента-медика.
В России Лусварги предположительно работал в одной из школ Удмуртии и пытался вступить в вооружённые силы РФ, в чём ему было отказано. Вскоре после этого он вернулся в Южную Америку, где, по некоторой информации, вступил в Революционные вооруженные силы Колумбии и действовал в районах Картахены и Арауки, но вскоре был разочарован руководством повстанцев, которое вступило в мирные переговоры с правительством Колумбии, и покинул ряды партизан, возвратившись в свой родной город Жундиаи, где устроился на работу учителем английского языка. Лусварги снова получил мировую известность после своего второго ареста во время протестов 2014 года в Сан-Паулу. В Интернет попала фотография, где полицейские распыляли в него содержимое газового баллончика. По обвинению в участии в «Чёрном блоке» он был арестован на 45 дней, но затем был освобождён за отсутствием улик, после того, как судебная экспертиза подтвердила, что на его вещах не было следов взрывчатых веществ. Согласно интервью порталу G1, сторона обвинения в качестве доказательства его вины пыталась привести пустую бутылку из-под йогурта, которая, по его словам, ему даже и не принадлежала.

### Участие в боевых действиях на стороне повстанцев из ЛНР

Флаг бригады «Призрак», в рядах которой сражался Лусварги

В сентябре 2014 года Лусварги отправился в самопровозглашённую Луганскую Народную Республику, где вступил в артиллерийское подразделение бригады «Призрак» и принял участие в боевых столкновениях с украинской армией. Командование бригады имело связи с батальоном «Единство» под командованием колумбийца Виктора Афонсо Ленты. В бригаде Лусварги был членом экипажа БМ-21 Град. Распространена информация о том, что Лусварги мотивировал своё участие на стороне повстанцев своими кровными связями с русским народом, а также неприятием либерализма, политики НАТО, Соединённых Штатов и Европейского союза. Сообщается, что он также стал приверженцем четвёртой политической теории Александра Дугина.
Первоначально сражался в подразделении «Полтинник», в ноябре был переведён в подразделение Казака Бабая, где быстро стал инструктором. В январе 2015 года его повысили до звания старшего сержанта и вернули в «Полтинник», а затем повысили и до старшего лейтенанта. В этот ранний период Лусварги сражался по меньшей мере вместе с тремя другими бразильцами и получил псевдоним «Кашаса», который он использовал в социальных сетях.
Во время войны Лусварги возглавил своё собственное подразделение из добровольцев из разных стран, включая Бразилию. Его отряд получил название «Викернес» в честь норвежского музыканта Варга Викернеса. В апреле 2015 года бразилец был ранен в бою в Донецком международном аэропорту и госпитализирован. Согласно данным Службы безопасности Украины, Лусварги принимал участие в боевых столкновениях в населённых пунктах Горловка, Первомайск, Старобешево и Дебальцево и получил медаль от Игоря Стрелкова. Будучи якобы разочарованным соглашением подписанием Второго минского соглашения, поведением союзного отряда «Русич» и низким уровнем боевого духа новобранцев, он вернулся в Бразилию.

### Судебное преследование на Украине
6 октября 2016 года Лусварги был задержан Службой безопасности Украины в международном аэропорту Борисполь. На Украину его привлекли предполагаемые возможности трудоустройства в компании «Омега». Расследование, проведённое бразильскими журналистами из издания Opera, показало, что эта компания была аффилирована с Министерством обороны Украины и ордер на арест Лусварги был выдан в Киеве за два дня до его прибытия в страну.
25 января 2017 года Лусварги был приговорен к 13 годам тюремного заключения по обвинению в терроризме и организации незаконных военизированных формирований. Суд над ним стал первым процессом против иностранца, осуждаемого за такие преступления в стране. Адвокат Лусварги, Валентин Рыбин, заявил, что его клиент дал признательные показания после пыток, о чём сам Лусварги писал в личных письмах, и также был вынужден делать различные заявления против своей воли ― при том, что МИД Бразилии утверждал обратное. Хотя Лусварги не удалось поначалу принять участие в обычном обмене заключёнными, его приговор был отменён 17 августа апелляционной инстанцией, которая отвергла довод о том, что первоначальное решение основывалось исключительно на признании бывших военных, однако сочла, что решение суда первой инстанции было принято с нарушением принципа подсудности, поскольку дело рассматривалось в Киеве, а должно было рассматриваться в Павлограде. До декабря 2017 года Лусварги находился под арестом, а затем был освобождён для участия в обмене пленными между Украиной и самопровозглашёнными республиками, однако обменян не был; в феврале 2018 года срок действия меры пресечения истёк, и Лусварги фактически оказался полностью свободен.
Сохранив свой паспорт, Лусварги начал работать и жить в Свято-Покровском монастыре в Голосеевском национальном природном парке, обратившись из язычества в православие. После того, как он был обнаружен журналистами «Радио Свобода» в конце апреля, он укрылся в посольстве Бразилии, на окраине которого он был схвачен 4 мая членами ультраправых групп Азовский полк и С14. и доставлен ими в правоохранительные органы. По данным бразильского министерства иностранных дел, несмотря на жестокость, показанную на видеозаписи его задержания, Лусварги, который попросил защиты у полиции после нападения, был в безопасности.
Лусварги был освобожден во время обмена пленными и передан представителям Донецкой Народной Республики и Луганской Народной Республики 29 декабря 2019 года.

### Последующая биография
9 мая 2021 года Лусварги был арестован в Бразилии за хранение крупной партии наркотиков и оружия, в его доме обнаружили 25 килограммов марихуаны, вещество, похожее на кокаин и 350 патронов. В ноябре 2021 года суд приговорил его к 8 годам заключения и штрафу.